# 54e groupe de reconnaissance de division d'infanterie
Le 54e groupe de reconnaissance de division d'infanterie (54e GRDI) est une unité de l'armée française créée en 1939 ayant participé à la bataille de France. 

## Historique
Le 54e groupe de reconnaissance de division d'infanterie est créé en septembre 1939 par les centres mobilisateurs de cavalerie no 15 de Tarascon et no 17 d'Auch. Il est rattaché à la 65e division d'infanterie alpine affectée à l'armée des Alpes. Ainsi à partir d'octobre 1939, il stationne dans les Alpes dans la région d'Annot puis de Nice. Du 15 mai au 8 juin, il retourne à Annot où il organise une ligne de défense et lance des reconnaissances. Puis suite de la déclaration de guerre italienne, il rentre en contact avec les éléments avancés italiens. 
Il est dissout le 15 juillet 1940. 

## Ordre de bataille
Le GRDI est organisé comme suit  :
- Commandant : Chef d’Escadrons Mestre puis Capitaine Bizard à partir de 1940
- Adjoint : Capitaine Bizard
- Escadron Hors Rang: Capitaine Duclaux
- Escadron Hippomobile : Capitaine Delteil
- Escadron Motorisé : Capitaine Tezenas
- Escadron Mitrailleuses et Canons de 25 : Capitaine Custaud